# Herpestomus minimus
Herpestomus minimus är en stekelart som först beskrevs av Berthoumieu 1901.  Herpestomus minimus ingår i släktet Herpestomus och familjen brokparasitsteklar. Inga underarter finns listade i Catalogue of Life.